# Zekr
Zekr (от араб. ذكر‎) — программа на Java для чтения, поиска, прослушивания и исследования Корана, открытое программное обеспечение.

## Возможности
Zekr способна поддерживать различные расширения: многоязычные переводы, темы, чтецы, что делает её максимально удобной в настройке. В программе имеется модуль для работы с закладками.
Начиная с версии 0.7.0, стал возможен как индексированный (основанный на Lucene), так и базовый поиск в различных переводах Корана. Кроме того, эта версия начала поддержку постраничной разбивки текста Корана. 1 апреля 2010 года, почти после полуторагодового перерыва, вышла версия 0.7.5, в которой Flash-плеер полностью заменен на Java, добавлена поддержка сетевых прокси, переделан файл со чтецами Корана, а также усовершенствована навигация по сурам и аятам Корана.
16 июня 2010 г. стала доступна для загрузки версия Zekr 0.7.6. В ней исправлено большинство ошибок, замеченных в версии 0.7.5. Это большей частью релиз-кандидат версии 1.0.0.
11 августа 2010 г., в первый день месяца Рамадан, почти после 5 лет разработки, произошло наиболее выдающееся событие в истории проекта — выход версии 1.0.0.
Zekr доступна для загрузки как NSIS установщик для Windows и установочный пакет для Mac. Также имеется как базовый .tar.gz пакет для всех компьютеров с операционной системой Linux, так и Debian-пакеты для Debian-совместимых дистрибутивов Linux.
В настоящий момент интерфейс программы доступен на 24 языках, в том числе на русском.
В инсталляционный пакет входит только английские перевод Абдуллы Юсуфа Али и транслитерация Корана, однако на сайте программы доступны для загрузки множество переводов на десятки языков, в том числе русский (переводы: Эльмира Кулиева, М.-Н. О. Османова, Валерии Пороховой, И. Ю. Крачковского, Г. С. Саблукова; переводы с тафсиром: аль-Мунтахаб, Абу Адель, ас-Саади) и татарский (Нугмани). Причем автор одного из лучших переводов Корана на русский язык — Эльмир Кулиев — дал официальное согласие на использование своего перевода в проекте.
Список языковых пакетов, переводов и чтецов Корана постоянно пополняется.

## Признания и награды
Zekr входит в дистрибутив исламской версии Ubuntu — Sabily. Программа отмечена наградами нескольких сайтов, среди которых «Softpedia 100 % Free».

## История версий
| Версия                | Дата релиза      | Существенные изменения |
| --------------------- | ---------------- | --- |
| 0.1.0                 | 13 мая 2005      | Старт проекта Zekr под лицензией GNU GPL 2.0 |
| 0.2.0                 | 26 января 2006   | Поиск (согласующиеся/несогласующиеся огласовки), опция печати, экспорт в HTML, улучшенная навигация, 6 языковых пакетов, портирование на платформу Linux. |
| 0.3.0                 | 25 мая 2006      | Управление темами и переводами Корана (добавление/удаление собственных тем и переводов), добавлены переводы Корана и языковые пакеты, улучшение в строке меню программы, портирование на платформу Mac |
| 0.4.0                 | 24 октября 2006  | Управление поиском (задание специальных правил поиска для исключения/включения различных частей Корана), поиск по переводам Корана, улучшена навигация по Корану и результатам поиска, новые языковые пакеты, создан инсталляционный пакет для Mac |
| 0.5.0                 | 12 марта 2007    | Управление закладками (поддержка множественных наборов закладок, экспорт/импорт закладок и др.), добавлен новый макет, поддерживающий вывод нескольких переводов одновременно, обновлены и добавлены языковые пакеты, другие мелкие усовершенствования (случайный аят, метка хизба и др.) |
| 0.6.0                 | 05 августа 2007  | Добавлен расширенный поиск, использующий полнотекстовую библиотеку Lucene, новая тема Uthman Taha, экспорт набора закладок в HTML, базовая поддержка командной строки, новые языковые пакеты |
| 0.6.5 Ramadan Edition | 12 сентября 2007 | Добавлено воспроизведение аудио (за основу взят небольшой MP3 swf плеер): теперь Коран можно не только читать, но и слушать, поддержка онлайн и офлайн воспроизведения аудио, возможность добавления чтецов Корана |
| 0.6.6                 | 06 октября 2007  | Расширенная навигация по тексту Корана, альфа-канал для всплывающей заставки программы, поддержка браузера Mozilla Firefox, новые языковые пакеты |
| 0.7.0                 | 31 августа 2008  | Усовершенствован базовый и расширенный поиск по переводам Корана на различных языках, создана корневая и разветвленная база данных по Корану, поддерживающая поиск по арабскому корню слова, сортировку результатов по релевантности, размеру аята, порядку ниспослания или обычному порядку, поддержка различных способов постраничной разбивки текста Корана (по джузам, сурам, четверти хизба и т. д.), опция для автоматической и ручной проверки обновлений, верификация переводов на аутентичность копии |
| 0.7.1                 | 05 сентября 2008 | Большей частью свободная от ошибок версия 0.7.0, добавлена буферная система для онлайн воспроизведения, которое стало без задержек и более плавным |
| 0.7.5                 | 02 апреля 2010   | Полностью переделана аудио схема (flash-плеер заменен на java, добавлены несколько опций воспроизведения и др.), изменен файл чтецов Корана (файлы .properties), добавлена поддержка сетевых прокси-серверов, улучшены дизайн интерфейса программы и навигация по тексту Корана, добавлены новые языковые пакеты |
| 0.7.6                 | 16 июня 2010     | Исправлены ошибки предыдущей версии, улучшен поиск слов с диакритическими знаками (в том числе арабские слова с огласовками), доработана поддержка аудио, небольшие улучшения интерфейса программы. По большому счету это релиз-кандидат версии 1.0.0 |
| 1.0.0                 | 11 августа 2010  | Вся функциональность этой версии постепенно разрабатывалась и воплощалась в предыдущих релизах. Основные особенности: мощный поиск, закладки, тема Uthmani, переводы Корана на разных языках и толкование каждого аята, представительный дизайн интерфейса программы, расширенная система навигации, 24 языковых пакета, мощное онлайн и офлайн аудио воспроизведение Корана, расширения (переводы, чтецы, темы и т. д.)                                                                                       |
| 1.1.0                 | 19 июля 2012     | Главные особенности: 1. Одновременная поддержка нескольких чтецов Корана. 2. Стало возможно размещать аудиоплеер сверху, снизу, на панели задач или в отдельном окне. 3. Поддержка медиа-клавиш для Windows (воспроизведение, пауза, следующий трек и т.д.). 4. Значок программы теперь отображается в системном трее. 5. Улучшена навигация по аятам. 6. Поддержка комментариев к аятам. 7. Исправлены мелкие ошибки.                                                                                         |

| Обозначения   | Обозначения    | Обозначения | Обозначения  | Обозначения |
| ------------- | -------------- | ----------- | ------------ | ----------- |
| Старая версия | Текущая версия | Бета-версия | Альфа-версия | Планируется |

### Статьи
- Аяты Корана на Mac OS X
- Информация о программе на Softpedia.com  (англ.)
- Информация о программе на Ubuntu.com  (англ.)